# Bowang
Bowang (nepalski: बोवाङ) – gaun wikas samiti w zachodniej części Nepalu w strefie Dhawalagiri w dystrykcie Baglung. Według nepalskiego spisu powszechnego z 2011 roku liczył on 1441 gospodarstw domowych i 7088 mieszkańców (3838 kobiet i 3250 mężczyzn).